# Номерні знаки Швейцарії

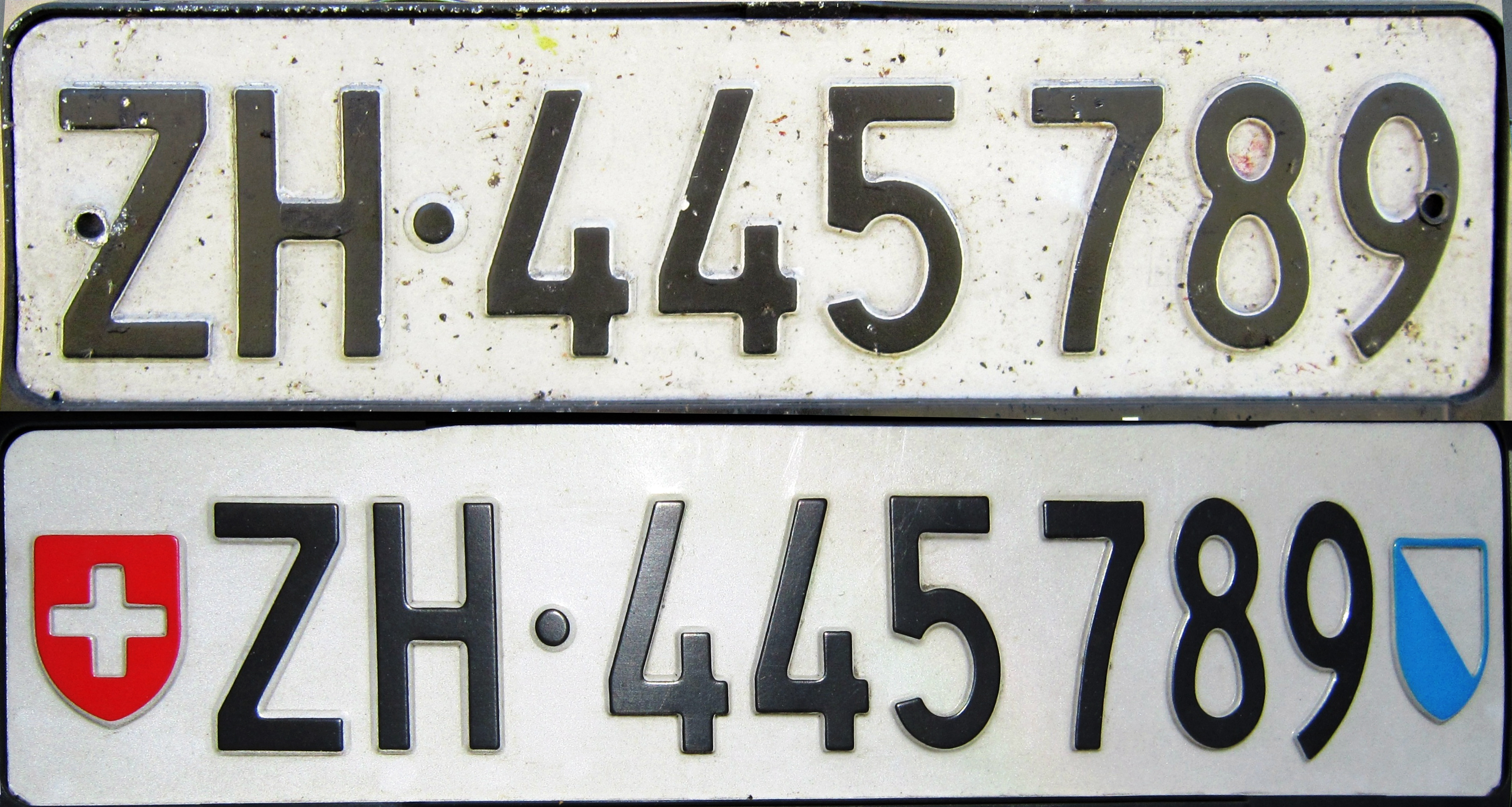
Автомобільний номер кантону Цюрих (ZH) (передня і задня пластини)

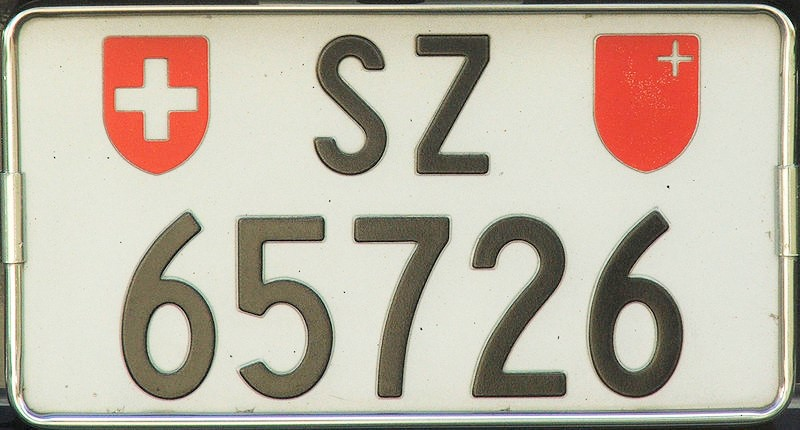
Дволінійний автомобільний номер кантону Швіц (SZ) (задня пластина)

Автомобільні номерні знаки Швейцарії використовуються для реєстрації транспортних засобів в Швейцарії. Вони використовуються для перевірки законності використання, наявності страхування та ідентифікації транспортних засобів.
Швейцарські номерні знаки складаються з дволітерного коду кантону, за яким слідують до 6 цифрових символів. Задні пластини містять невеликі щити, що представляють прапори Швейцарії та кантону. Для офіційних транспортних засобів код з двома літерами замінюється кодом однієї літери, A, P або M, тобто відповідно Федеральною адміністрацією, державними органами (наприклад, залізницями) або поштовою службою та військовими. Передня пластина — менша версія з тим же кодом, що й задня.

## Кантони
| Код | Прапор                         | Кантон                               |
| --- | ------------------------------ | ------------------------------------ |
| AG  | Flag of Aargau                 | Ааргау                               |
| AI  | Flag of Appenzell Innerrhoden  | Аппенцелль — Іннерроден              |
| AR  | Flag of Appenzell Ausserrhoden | Аппенцелль — Ауссерроден             |
| BE  | Flag of Bern                   | Берн                                 |
| BL  | Flag of Basel-Country          | Базель-Ланд                          |
| BS  | Flag of Basel-City             | Базель-Штадт                         |
| FR  | Flag of Fribourg               | Фрібур                               |
| GE  | Flag of Geneva                 | Женева                               |
| GL  | Flag of Glarus                 | Гларус                               |
| GR  | Flag of Graubünden             | Граубюнден                           |
| JU  | Flag of Jura                   | Юра                                  |
| LU  | Flag of Lucerne                | Люцерн                               |
| NE  | Flag of Neuchâtel              | Невшатель                            |
| NW  | Flag of Nidwalden              | Нідвальден                           |
| OW  | Flag of Obwalden               | Обвальден                            |
| SG  | Flag of St. Gallen             | Санкт-Галлен                         |
| SH  | Flag of Schaffhausen           | Шаффгаузен                           |
| SO  | Flag of Solothurn              | Золотурн                             |
| SZ  | Flag of Schwyz                 | Швіц                                 |
| TG  | Flag of Thurgau                | Тургау                               |
| TI  | Flag of Ticino                 | Тічино та Кампіоне-д'Італія (Італія) |
| UR  | Flag of Uri                    | Урі                                  |
| VD  | Flag of Vaud                   | Во                                   |
| VS  | Flag of Valais                 | Вале                                 |
| ZG  | Flag of Zug                    | Цуг                                  |
| ZH  | Flag of Zurich                 | Цюрих                                |

## Кольори

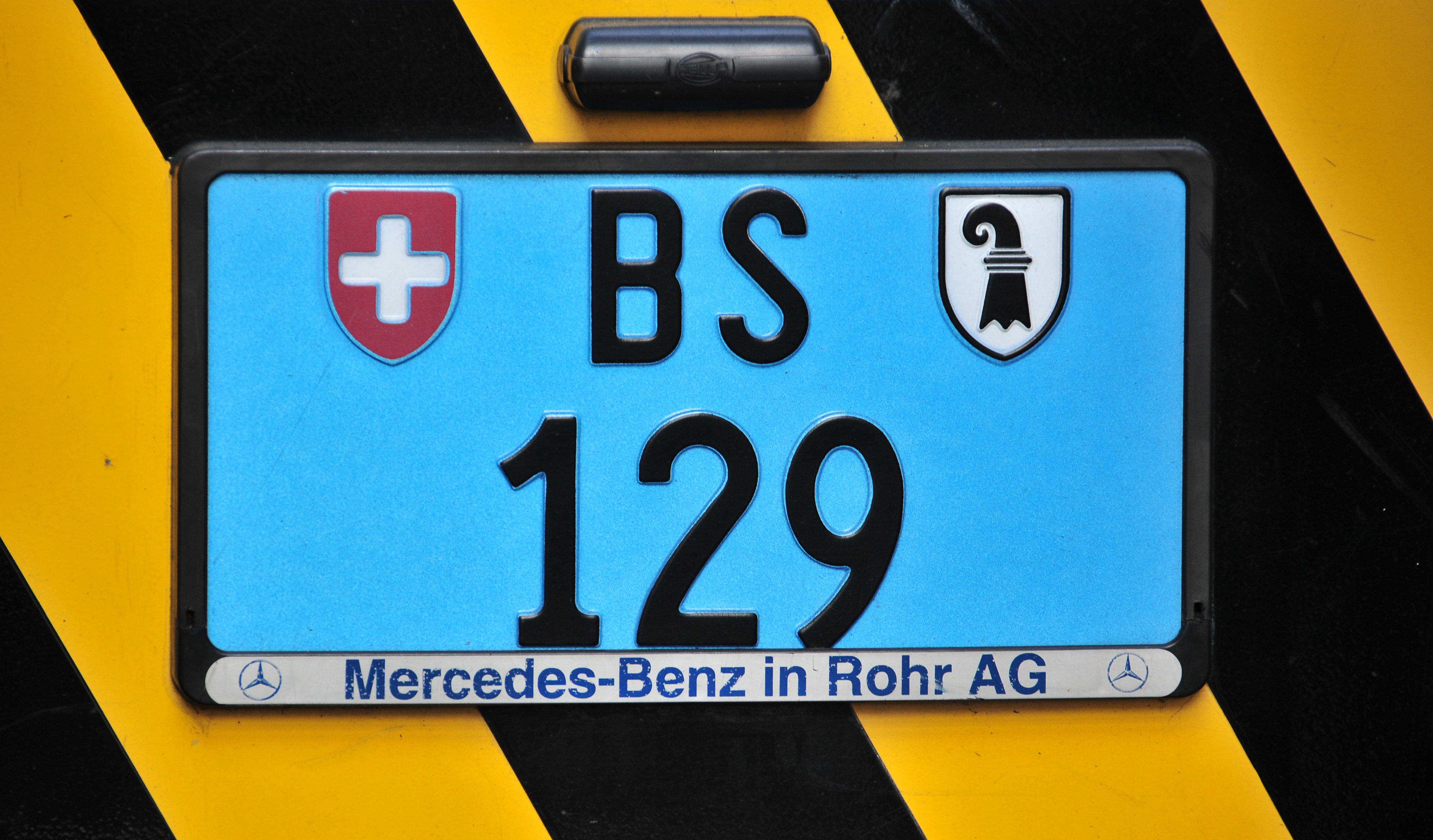
Задня пластина номерного знака вантажного автомобіляUtility vehicle back (Базель)

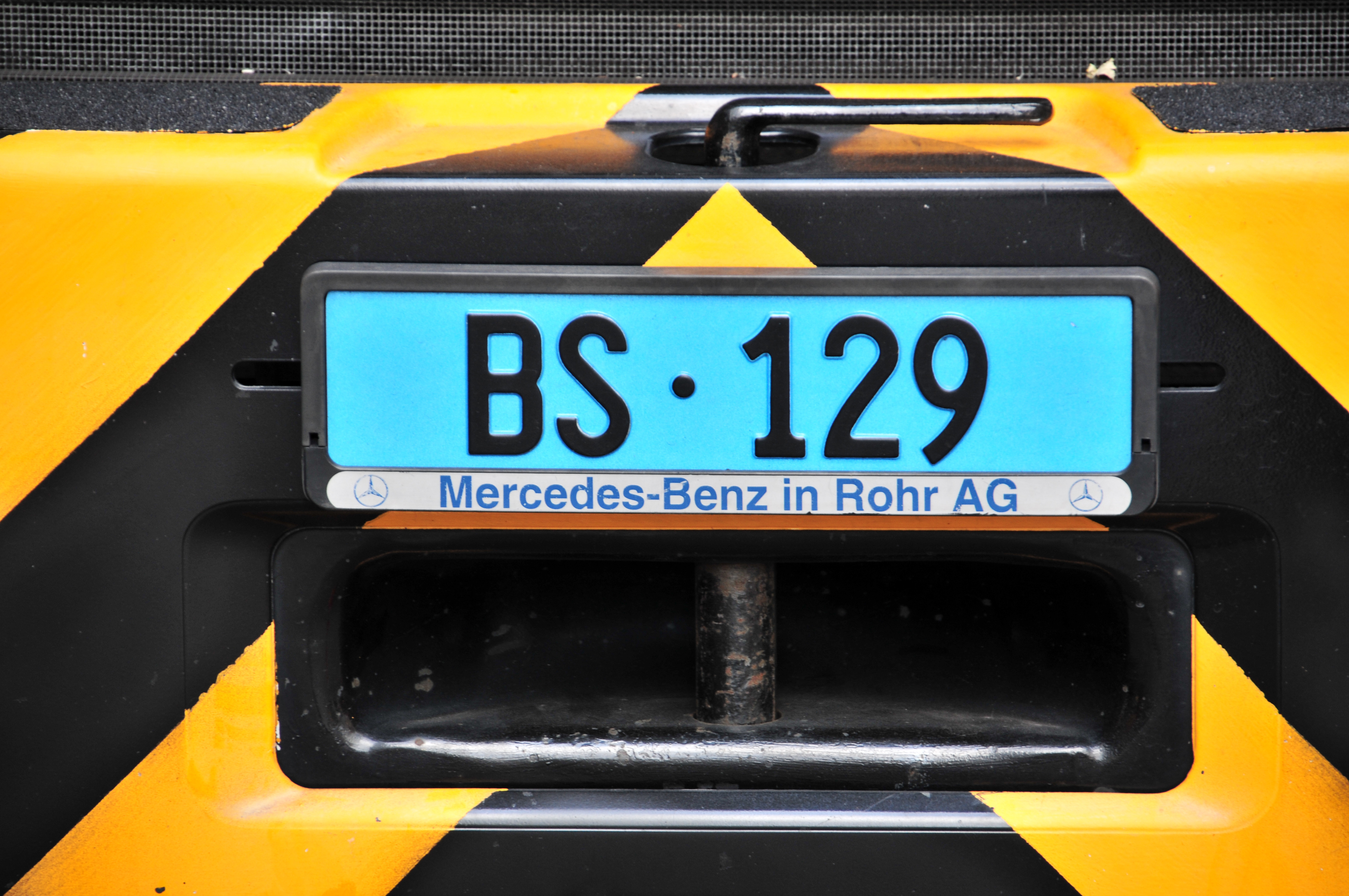
Передня пластина комунального транспорту (Базель)

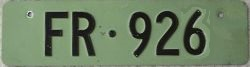
Передня пластина сільськогосподарської техніки

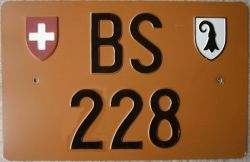
Задня пластина спеціального транспорту

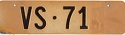
Передня пластина спеціального транспорту

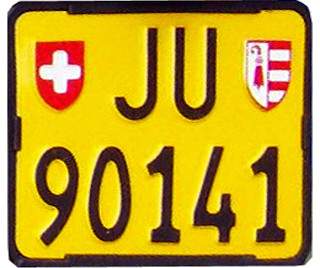
Номерний знак для скутерів

У більшості кантонів можуть траплятися будь-які номерні знаки з однаковим номером у різних кольорах. Кольори — це різні види використання або типи транспортних засобів.
- Стандартний білий: автомобілі, мотоцикли, невеликі триколісні транспортні засоби та причепи.
- Синій: спеціальні ТЗ, наприклад, пожежні машини.
- Коричневий: спеціальні ТЗ (великогабаритні), такі як мобільні крани або екскаватори.
- Жовтий: легкі ТЗ та невеликі мотоцикли з обмеженням швидкості до 45 км/год.
- Зелений: сільськогосподарська техніка.
- Білий на чорному: військова техніка (одна літера «М» замінює кантональну абревіатуру, за якою слідують 5 цифр. Немає кантонального щита).

## Спеціальні знаки

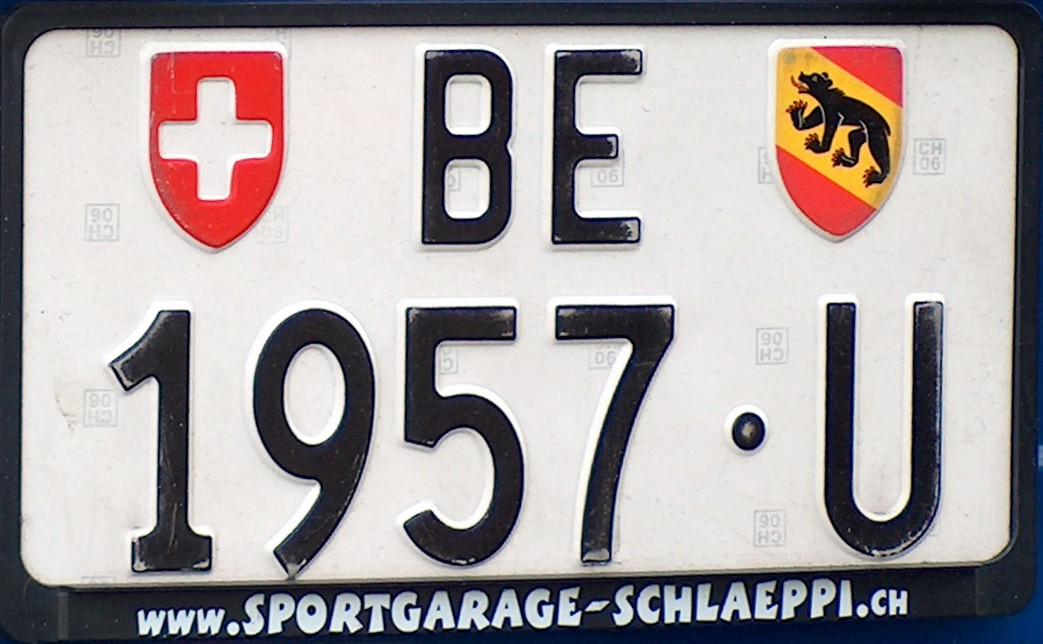
Дилерський номерний знак

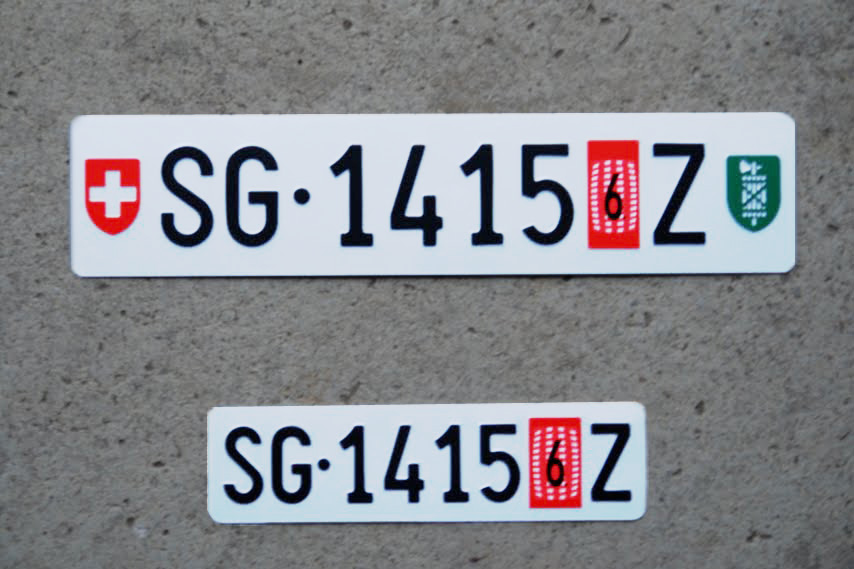
Митний номерний знак Санкт-Галлена (задня та передня пластини), дійсний до 06.2014.

- U — автодилерський номер
- Z — митний номер (з терміном чинності)
- V — знак оренди (не використовується)
- Смуги з позначенням року — тимчасовий номер.

## Військовий транспорт

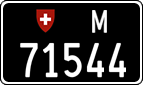
Swiss military plate rear

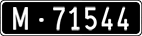
Swiss military plate front

Військова техніка, транспортні засоби прикордонної служби, органів митної служби та спеціальні підрозділи збройних сил мають свій формат номерних знаків. Номерні знаки такого типу позначені літерою «М» (скорочення від «Military») та білими цифровими символами на чорному тлі.

## Застарілі типи номерних знаків

### Цивільні служби

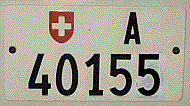
Службовий номер

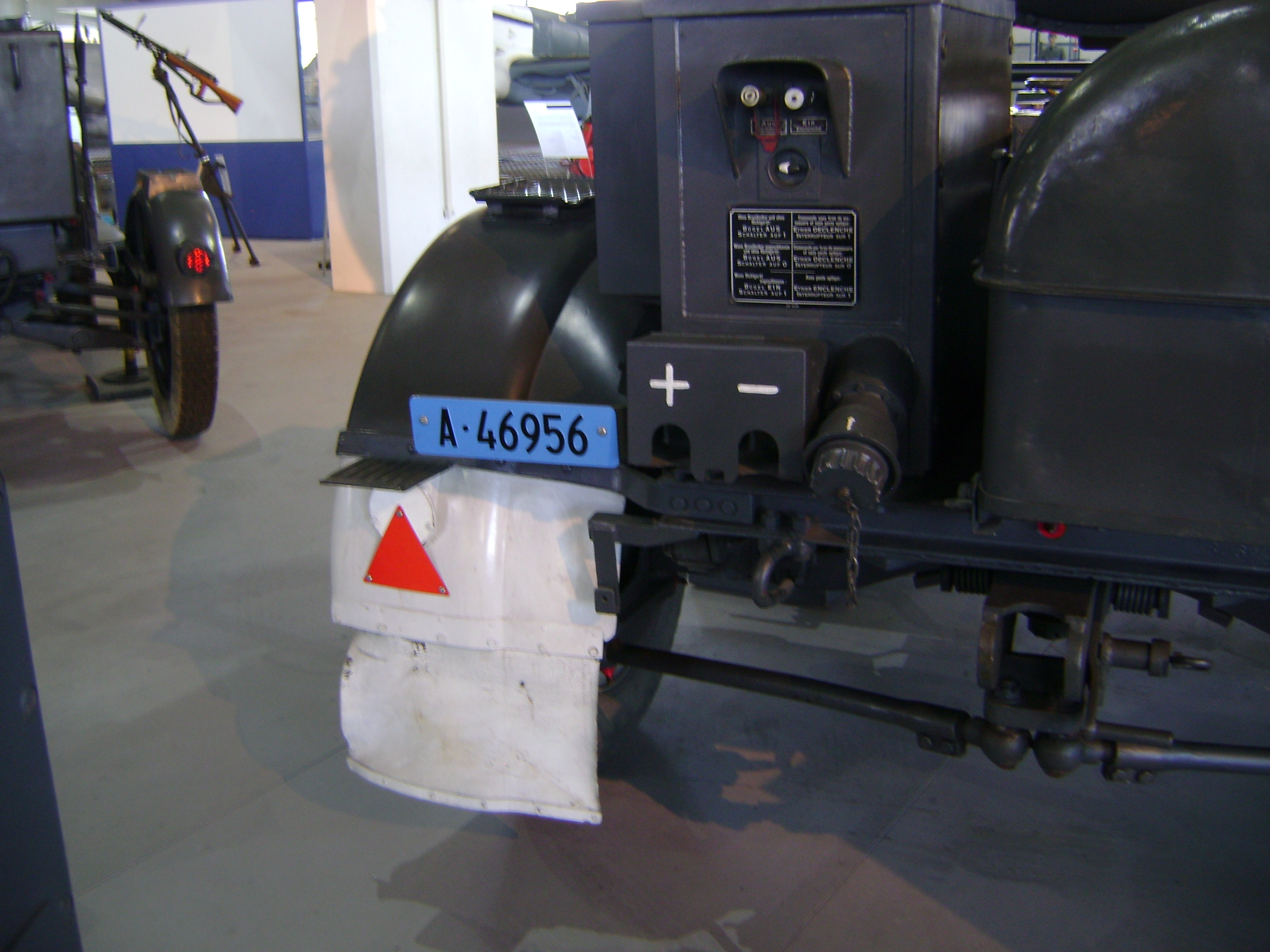
Службовий номер на блакитному тлі

Транспортним засобам цивільних служб присвоювалися номерні знаки з позначенням літерою «А» (скорочення від «Адміністрації»). Перша цифра п'ятизначного номера вказувала на департамент, до якого належав автомобіль. Ці номери більше не використовуються і замінені на кантональні. 

#### Числові серії
- A 1XXXX — Федеральний департамент закордонних справ
- A 2XXXX — Федеральне управління внутрішніх справ
- A 3XXXX — Федеральне управління юстиції та поліції
- A 4XXXX — Федеральне управління оборони, цивільного захисту та спорту
- A 5XXXX — Федеральне міністерство фінансів
- A 6XXXX — Федеральне управління економіки
- A 7XXXX DETEC— Федеральний департамент навколишнього середовища, транспорту, енергетики та зв'язку.

### Служби транспорту і зв'язку

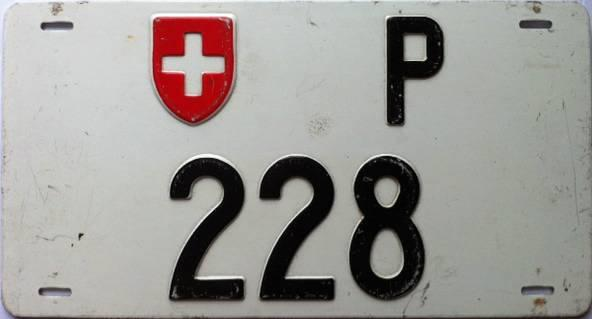
PTT/SBB задня пластина

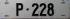
PTT/SBB передня пластина

Пошта, Служба телеграфу і телефону (PTT) та Швейцарські федеральні залізниці (SBB) були частиною федерального уряду до 1997/98 року. Їх транспортні засоби мали реєстраційний номер з регіональним ідентифікатором, а потім літерою «P» (скорочення від «Post»). Після того, як ці служби стали незалежними компаніями, P-позначення були прибрані і замінені на кантональні абревіатури, залежно від місця розташування окремого ТЗ. Заміна була завершена до кінця 2003 року.
Передня пластина PTT / SBB:
- P 1XXXX до P 7XXXX — PTT
- P 8XXXX до P 9XXXX — SBB.

## Дипломатичні номерні знаки

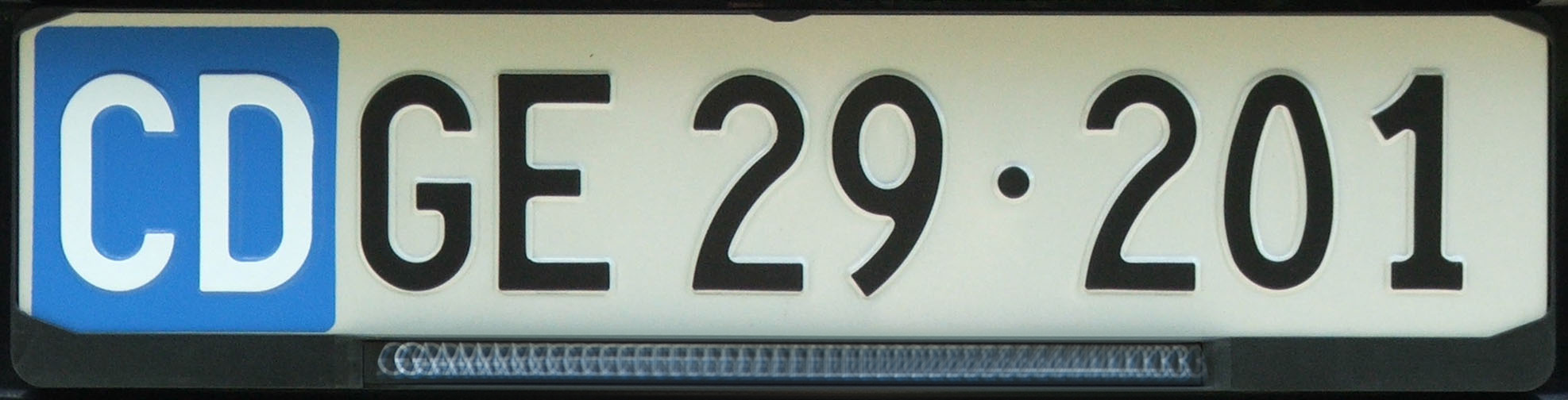
Дипломатичний номер (Женева)

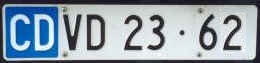
Дипломатичний номер

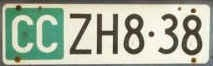
Дипломатичний номер

Транспортні засоби членів Дипломатичного і Консульського корпусу та ряду міжнародних організацій, що входять до парку відповідного дипломатичного відомства позначаються спеціальними цифровими та літерними символами.
Перший тип дипломатичних номерів зарезервовані для керівника відомства або організації та його заступників. Другий тип позначає країну місії:

### Міжнародні організації
- 01 — ООН
- 02 — МОП
- 03 — ВООЗ
- 04 — ВМО
- 05 — МСЕ
- 06 — ВОІВ
- 07 — CERN
- 08 — СОТ
- 09 — EFTA
- 010 — МОМ

### Дипломатичні місії іноземних держав
- 1 — Ватикан
- 2 — Канада
- 3 — Шрі-Ланка
- 4 — Австралія
- 5 — Іран
- 6 — Іспанія
- 7 — Ізраїль
- 8 — Кувейт
- 9 — США
- 10 — Бразилія
- 11 — Мексика
- 12 — Ірландія
- 13 — Японія
- 14 — Нова Зеландія
- 15 — Ліхтенштейн
- 16 — Монако
- 17 — ПАР
- 18 — Єгипет
- 19 — Сирія
- 20 — Алжир
- 21 — Аргентина
- 22 — Австрія
- 23 — Болівія
- 24 — Чилі
- 25 — Колумбія
- 26 — Південна Корея
- 27 — Коста-Рика
- 28 — Кот-д'Івуар
- 29 — Куба
- 30 — Еквадор
- 31 — Фінляндія
- 32 — Франція
- 33 — Гана
- 34 — Гватемала
- 35 — Гаїті
- 36 — Індія
- 37 — Індонезія
- 38 — Ірак
- 39 — Італія
- 40 — Ліван
- 41 — Панама
- 42 — Перу
- 43 — Філіппіни
- 44 — Португалія
- 45 — Туніс
- 46 — Туреччина
- 47 — Уругвай
- 48 — Венесуела
- 49 — В'єтнам
- 50 — ДР Конго
- 51 — Німеччина
- 52 — Нігерія
- 53 — Пакистан
- 54 — Болгарія
- 55 — КНР
- 56 — Угорщина
- 57 — Польща
- 58 — Румунія
- 59 — Сербія
- 60 — Чехія
- 61 — Саудівська Аравія

| - 62 — Бельгія - 63 — Данія - 64 — Греція - 65 — Лівія - 66 — Марокко - 67 — Норвегія - 68 — Нідерланди - 69 — Швеція - 70 — Таїланд - 71 — Йорданія - 72 — Велика Британія - 73 — Росія - 74 — Люксембург - 75 — Ефіопія - 76 — Домініканська Республіка - 77 — Парагвай - 78 — Сальвадор - 79 — Тайвань - 80 — Ямайка - 81 — Сан-Марино - 82 — Тринідад і Тобаго - 83 — Ємен - 84 — Габон - 85 — Малайзія - 86 — Ліберія - 87 — Судан - 88 — Монголія - 89 — Мальта - 90 — Білорусь - 91 — Україна - 92 — Ісландія - 93 — Республіка Конго - 94 — Чад - 95 — М'янма - 96 — Сенегал - 97 — Нікарагуа - 98 — Фіджі - 99 — Гондурас - 100 — Бангладеш - 101 — Камбоджа - 102 — КНДР - 103 — Бенін - 104 — Кіпр - 105 — Сінгапур - 106 — ЦАР - 107 — Катар - 108 — Оман - 109 — Камерун - 110 — Мадагаскар - 111 — Кенія - 112 — Сомалі - 113 — ОАЕ - 114 — Танзанія - 115 — Бурунді - 116 — ДР Ємен-1990 - 117 — Непал - 118 — Бахрейн - 119 — Афганістан - 120 — Руанда - 121 — Бутан - 122 — Гвінея | - 123 — Зімбабве - 124 — Гонконг - 125 — Албанія - 126 — Бруней - 127 — Домініка - 128 — Сан-Томе і Принсіпі - 129 — Екваторіальна Гвінея - 130 — Беліз - 131 — Маврикій - 132 — Киргизстан - 133 — Словенія - 134 — Хорватія - 135 — Замбія - 136 — Боснія і Герцоговина - 137 — Словаччина - 138 — Латвія - 139 — Литва - 141 — Ангола - 142 — Македонія - 143 — Гамбія - 144 — Вірменія - 145 — Естонія - 146 — Уганда - 147 — Казахстан - 148 — Еритрея - 149 — Грузія - 150 — Мавританія - 151 — Молдова - 152 — Азербайджан - 153 — Лесото - 154 — Барбадос - 155 — Кабо-Верде - 156 — Мозамбік - 157 — Андорра - 158 — Ботсвана - 159 — Малі - 160 — Узбекистан - 161 — Буркіна-Фасо - 162 — Намібія - 163 — Східний Тимор - 164 — Сент-Кіттс і Невіс - 165 — Есватіні - 166 — Джибуті - 167 — Мальдіви - 168 — Чорногорія - 169 — Гренада - 170 — Нігер - 171 — Таджикистан - 173 — Косово - 174 — Палестина - 175 — Того - 176 — Коморські Острови - 177 — Туркменістан - 179 — Сьєрра-Леоне - 181 — Південний Судан |